# Гонозно
Гонозно̀ (на италиански: Gonnosnò; на сардински: Gonnonnò, Гононо) е село и община в Южна Италия, провинция Ористано, автономен регион и остров Сардиния. Разположено е на 195 m надморска височина. Населението на общината е 808 души (към 2010 г.).